# آرمان فیاض
آرمان فیاض (زاده ۷ آذر ۱۳۶۱ در لاهیجان) تهیه‌کننده، کارگردان، تصویربردار و مدیر فیلم‌برداری اهل ایران است.
او در چهلمین دوره جشنواره فیلم فجر برنده سیمرغ بلورین بهترین فیلم‌برداری جشنواره فیلم فجر برای فیلم برف آخر شد.
فیلم کوتاه «مانیکور» به کارگردانی آرمان فیاض در بخش رقابتی جشنواره فیلم ساندنس ۲۰۱۹ حضور داشته است.
وی سابقه داوری در جشنواره بین المللی فیلم کوتاه تهران، جشنواره ملی فیلم سایه و جشنواره ملی فیلم فضای باز را دارد.

## مدیر فیلمبرداری
- آنتیک (۱۴۰۳)
- صبحانه با زرافه‌ها (۱۴۰۳)
- بعد از رفتن (۱۴۰۱)
- کت چرمی (۱۴۰۱)
- برف آخر (۱۴۰۰)